# Eduardo L'Epíscopo
Eduardo Salvador L'Epíscopo (Rosario, 16 de febrero de 1927 - Rosario, 4 de diciembre de 2010) es un exfutbolista argentino. Jugaba como delantero y desarrolló su carrera en Rosario Central.

## Carrera

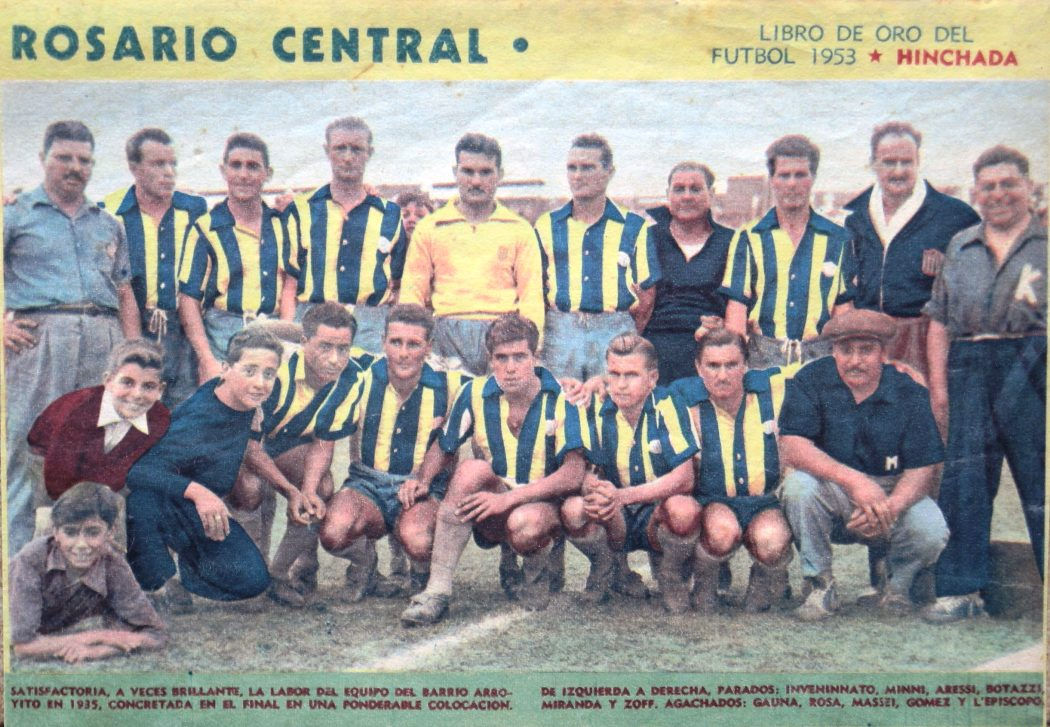
Rosario Central en 1953. Parados: Ángel Zof, José Minni, Nicolás Aresi, Pedro Botazzi, Juan Carlos Miranda, Antonio Inveninato; hincados: Antonio Gauna Humberto Rosa, Oscar Massei, Raúl Gómez, Eduardo L'Epíscopo.

Delantero de baja estatura y escurridizo, se formó en las divisiones juveniles de Provincial; en 1948 pasó a Rosario Central. Su debut en primera se produjo en el marco de la huelga que los futbolistas profesionales llevaron a cabo a partir de noviembre de ese mismo año; los clubes decidieron seguir adelante con el Campeonato de Primera División utilizando futbolistas juveniles. Así, el 14 de noviembre ante Racing Club tuvo su bautismo en el fútbol mayor y también en la red rival, al convertir dos goles en la victoria centralista por 6-2 en Arroyito. La temporada siguiente se mantuvo jugando principalmente en reserva, mientras que en 1950 logró afirmarse como titular en el primer equipo. Compartió delantera con Alejandro Mur, Waldino Aguirre, Juan Portaluppi y Humberto Rosa. La campaña fue mala y desembocó en la pérdida de la categoría. L'Epíscopo fue el goleador de su equipo con diez tantos, dos de ellos en el clásico rosarino del 11 de junio, correspondiente a la 10.ª fecha del campeonato, y que finalizó con victoria canalla 4-3 como visitante.

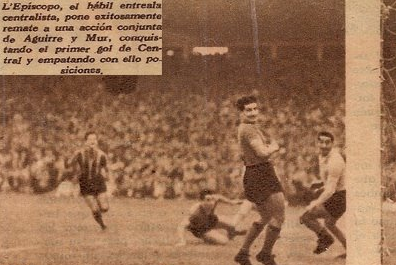
Partido del 11 de junio de 1950, Newell's Old Boys 3-Rosario Central 4. Primer gol de Central, convertido por L'Epíscopo.

Se mantuvo en el equipo para disputar y coronarse en el Campeonato de Segunda División 1951, logrando el rápido retorno a Primera División. Continuó vistiendo la casaca auriazul hasta 1954, cuando en el cotejo válido por la 20.ª fecha del Campeonato de Primera División ante San Lorenzo de Almagro se rompió los ligamentos de una de sus rodillas, no logrando recuperarse en un nivel que le permitiera seguir jugando profesionalmente. En la 2.ª jornada de ese mismo campeonato se había hecho presente en la red nuevamente en un clásico, al marcar el segundo gol canalla en la victoria de Central por 2-0, el 11 de abril y jugando como local. Totalizó 90 presencias y 24 goles anotados en el club de Barrio Arroyito.

## Clubes
| Club            | País      | Año       |
| --------------- | --------- | --------- |
| Rosario Central | Argentina | 1948-1954 |

## Palmarés
| Equipo          | País      | Título           | Año  |
| --------------- | --------- | ---------------- | ---- |
| Rosario Central | Argentina | Segunda División | 1951 |